# Équipe de Macédoine du Nord de football
Cet article traite de l'équipe masculine. Pour l'équipe féminine, voir Équipe de Macédoine du Nord féminine de football.
Pour les articles homonymes, voir Équipe de Macédoine du Nord.
Maillots
L'équipe de Macédoine du Nord de football est la sélection de joueurs macédoniens représentant le pays dans les compétitions internationales masculines de football, sous l'égide de la Fédération de Macédoine du Nord de football.

## Histoire
L'équipe nationale de Macédoine du Nord, alors appelée Macédoine, dispute son premier match officiel le 13 octobre 1993, qu'elle remporte 4-1 contre la Slovénie. L'équipe du sélectionneur Andon Dončevski remporte d'ailleurs ses quatre premiers matchs, avant d'être battue (0-2) par la Turquie le 31 août 1994.
Après ces cinq matchs amicaux, la Macédoine entre en compétition le 7 septembre 1994, en match qualificatif pour l'Euro 1996. Face au Danemark, les Macédoniens obtiennent à domicile le match nul, 1-1. Quatrièmes du groupe 2, ils ne se qualifieront pas pour l'Euro 1996.
À ce jour, l'équipe de Macédoine du Nord ne s'est qualifiée pour aucune phase finale de Coupe du Monde, tandis qu'il faut attendre l'Euro 2021 pour voir la Macédoine du Nord se qualifier pour une phase finale de Championnat d'Europe.
Le 9 septembre 1996, la sélection macédonienne réalise le plus gros score de sa courte histoire, 11-1 contre le Liechtenstein.
Le 2 avril 1997, la sélection macédonienne bat (3-2) l'Irlande.
Le 22 août 2012, Čedomir Janevski est promu sélectionneur de l'équipe.
De janvier 2014 à avril 2015, Boško Đurovski en est le sélectionneur. Il est remplacé le 23 avril 2015 par Ljubinko Drulović à la suite de la défaite à domicile contre la Biélorussie (1-2) en qualifications pour l'Euro 2016.
Le 12 novembre 2020, la Macédoine du Nord se qualifie pour sa première compétition majeure en battant à l'extérieur la Géorgie (1-0) en « finale » de la voie D de barrages des éliminatoires du Championnat d'Europe de football 2020 après avoir battu à domicile le Kosovo (2-1) en « demi-finale ». Les Lions Rouges avaient auparavant terminé à la troisième place de leur groupe éliminatoire et étaient éligibles aux barrages du fait de leur position de vainqueur de groupe en Ligue D lors de l'édition 2018-2019 de Ligue des nations.
Lors de l'Euro 2020, la Macédoine du Nord se montre valeureuse dans le groupe C malgré ses limites sur le plan technique et son inexpérience. En effet, les Lions rouges résistent longtemps contre l'Autriche (1-3) lors du premier match, concédant les deux buts décisifs dans le dernier quart d'heure. Ils sont ensuite battus d'une courte tête contre l'Ukraine (1-2) après avoir été mené 2-0 à la pause, dans une rencontre lors de laquelle le gardien macédonien Stole Dimitrievski s'illustre en repoussant un pénalty tardif de Ruslan Malinovskyi. Lors de la dernière journée, la Macédoine du Nord est battue par les Pays-Bas (0-3), malgré la prestation Goran Pandev, légende du foot macédonien, qui s'illustre en marquant deux buts lors de chaque mi-temps finalement refusés pour une position de hors-jeu. Pandev met un terme à sa carrière internationale à l'issue de cette campagne européenne.
Lors des éliminatoires pour la Coupe du monde 2022, la Macédoine du Nord réussit pour la première fois de son histoire à se hisser jusqu'en barrages, après avoir terminé 2e du groupe J grâce à un bilan de 5 victoires, 3 nuls et 2 défaites. Les Lions rouges ont notamment pu compter sur des faux-pas de la Roumanie son concurrent direct (défaite 2-3 à l'extérieur contre l'Arménie dans les dernières minutes de la partie, alors que les Tricolorii tenaient la victoire avant d'être réduits à 10 ; ainsi qu'un nul 0-0 à domicile contre l'Islande lors de l'avant-dernière journée des qualifications) ; mais également sur une victoire prestigieuse et inattendue en Allemagne (2-1), le leader du groupe directement qualifié, pour chiper aux Roumains la 2e place du groupe. Avec un bilan de douze points, la Macédoine du Nord est qualifiée pour les barrages des éliminatoires, joués dans un format inédit, où les participants s'affrontent en petits tournois à matchs simples à élimination directe. Elle rencontre ainsi l'Italie, championne d'Europe et 6eau classement FIFA, contre qui elle s'offre une victoire de prestige sur le score de 0-1 sur un but marqué à la 92e minute par Aleksandar Trajkovski. La victoire macédonienne prive les Italiens d'une deuxième coupe du monde consécutive. La Macédoine du Nord est cependant battue en finale par le Portugal (0-2) et ne se qualifie pas pour le Mondial qatarien.
Par la suite, la Macédoine du Nord ne confirme pas ses bonnes dispositions entrevues face à l'Allemagne et l'Italie et rentre dans le rang. En effet, la sélection macédonienne passe au travers de son groupe de Ligue C lors de l'édition 2022-2023 de la Ligue des nations, en terminant 3e de son groupe, encaissant notamment 2 défaites contre la Géorgie dont un revers humiliant à domicile (0-3), une nation qu'elle avait battu lors des barrages de l'Euro 2021, ainsi qu'une défaite à domicile contre la Bulgarie (0-1). Les débuts des éliminatoires de l'Euro 2024 sont également très difficiles pour la Macédoine du Nord, qui a hérité d'un groupe relevé et qui affiche un bilan en demi-teinte au bout de 3 matchs disputés avec une victoire très étriquée et qui a tardé à se dessiner d'entrée à domicile contre Malte (2-1), suivie d'un match catastrophique à domicile contre l'Ukraine où la formation macédonienne, qui menait pourtant 2-0 à la mi-temps, passe au travers de sa 2e période et s'incline 2-3 en terminant le match en infériorité numérique, avant de sombrer en Angleterre, encaissant à cette occasion la plus large défaite de son histoire (0-7). La Macédoine achève sa campagne qualificative avec 2 victoires (toutes 2 acquises contre Malte l'adversaire le plus abordable du groupe), 2 nuls et 4 défaites et ne se qualifie pas pour l'Euro allemand. 
La sélection macédonienne se relève cependant lors de ses matchs en Ligue C de la Ligue des Nations 2024, en étant première dans son groupe composé des Îles Féroé, la Lettonie et l'Arménie. Le pays est donc promu en Ligue B avec 16 points et gagne le droit d'accéder aux barrages de la Coupe du Monde 2026 dans le cas où la Macédoine terminerais en dessous de la seconde place dans son groupe de qualification, qui lui est composé de la Belgique,le Pays de Galles, Le Kazakhstan et le Liechtenstein.

## Résultats

### Parcours enCoupe du monde
| Année | Position                 |      | Année                    | Position |                       | Année | Position |
| 1930  | Membre de la Yougoslavie | 1974 | Membre de la Yougoslavie | 2010     | Non qualifiée         |       |          |
| 1934  | Membre de la Yougoslavie | 1978 | Membre de la Yougoslavie | 2014     | Non qualifiée         |       |          |
| 1938  | Membre de la Yougoslavie | 1982 | Membre de la Yougoslavie | 2018     | Non qualifiée         |       |          |
| 1950  | Membre de la Yougoslavie | 1986 | Membre de la Yougoslavie | 2022     | Non qualifiée         |       |          |
| 1954  | Membre de la Yougoslavie | 1990 | Membre de la Yougoslavie | 2026     | Éliminatoire en cours |       |          |
| 1958  | Membre de la Yougoslavie | 1994 | Non inscrite             | 2030     | À venir               |       |          |
| 1962  | Membre de la Yougoslavie | 1998 | Non qualifiée            | 2034     | À venir               |       |          |
| 1966  | Membre de la Yougoslavie | 2002 | Non qualifiée            |          |                       |       |          |
| 1970  | Membre de la Yougoslavie | 2006 | Non qualifiée            |          |                       |       |          |

### Parcours enChampionnat d'Europe
| Année | Position                 |      | Année                    | Position |               | Année | Position |
| 1960  | Membre de la Yougoslavie | 1988 | Membre de la Yougoslavie | 2016     | Non qualifiée |       |          |
| 1964  | Membre de la Yougoslavie | 1992 | Membre de la Yougoslavie | 2020     | 1er tour      |       |          |
| 1968  | Membre de la Yougoslavie | 1996 | Non qualifiée            | 2024     | Non qualifiée |       |          |
| 1972  | Membre de la Yougoslavie | 2000 | Non qualifiée            | 2028     | À venir       |       |          |
| 1976  | Membre de la Yougoslavie | 2004 | Non qualifiée            | 2032     | À venir       |       |          |
| 1980  | Membre de la Yougoslavie | 2008 | Non qualifiée            |          |               |       |          |
| 1984  | Membre de la Yougoslavie | 2012 | Non qualifiée            |          |               |       |          |

### Parcours enLigue des nations
| Édition   | Ligue | Phase de Groupe | Phase de Groupe | Phase de Groupe | Phase de Groupe | Phase de Groupe | Phase de Groupe | Phase de Groupe | Phase finale | Phase finale | Phase finale | Phase finale | Phase finale | Phase finale | Phase finale | Phase finale |
| Édition   | Ligue | Class.          | M               | V               | N               | D               | bp              | bc              | Pays hôte    | Résultat     | M            | V            | N            | D            | bp           | bc           |
| --------- | ----- | --------------- | --------------- | --------------- | --------------- | --------------- | --------------- | --------------- | ------------ | ------------ | ------------ | ------------ | ------------ | ------------ | ------------ | ------------ |
| 2018-2019 | D     | 1/4             | 6               | 5               | 0               | 1               | 13              | 5               | 2019         | Inéligible   | Inéligible   | Inéligible   | Inéligible   | Inéligible   | Inéligible   | Inéligible   |
| 2020-2021 | C     | 2/4             | 6               | 2               | 3               | 1               | 9               | 8               | 2021         | Inéligible   | Inéligible   | Inéligible   | Inéligible   | Inéligible   | Inéligible   | Inéligible   |
| 2022-2023 | C     | 3/4             | 6               | 2               | 1               | 3               | 7               | 7               | 2023         | Inéligible   | Inéligible   | Inéligible   | Inéligible   | Inéligible   | Inéligible   | Inéligible   |
| 2024-2025 | C     | 1/4             | 6               | 5               | 1               | 0               | 10              | 1               | 2025         | Inéligible   | Inéligible   | Inéligible   | Inéligible   | Inéligible   | Inéligible   | Inéligible   |
| Total     | Total | Total           | 24              | 14              | 5               | 5               | 39              | 21              | Total        | Total        | 0            | 0            | 0            | 0            | 0            | 0            |

### Classement FIFA
| Année               | 1994 | 1995 | 1996 | 1997 | 1998 | 1999 | 2000 | 2001 | 2002 | 2003 | 2004 | 2005 | 2006 | 2007 | 2008 | 2009 | 2010 | 2011 | 2012 | 2013 | 2014 | 2015 | 2016 | 2017 | 2018 | 2019 | 2020 | 2021 | 2022 | 2023 | 2024 |
| ------------------- | ---- | ---- | ---- | ---- | ---- | ---- | ---- | ---- | ---- | ---- | ---- | ---- | ---- | ---- | ---- | ---- | ---- | ---- | ---- | ---- | ---- | ---- | ---- | ---- | ---- | ---- | ---- | ---- | ---- | ---- | ---- |
| Classement mondial  | 90   | 94   | 86   | 92   | 59   | 68   | 76   | 89   | 85   | 92   | 92   | 87   | 54   | 58   | 56   | 65   | 76   | 103  | 81   | 83   | 100  | 136  | 162  | 76   | 68   | 68   | 65   | 67   | 65   | 65   | 67   |
| Classement européen | 37   | 41   | 37   | 35   | 31   | 36   | 36   | 38   | 37   | 38   | 37   | 38   | 29   | 33   | 30   | 34   | 38   | 42   | 36   | 38   | 43   | 47   | 48   | 36   | 36   | 36   | 34   | 34   | 33   | 31   | 30   |

| Légende du classement mondial : | de 1 à 25 | de 26 à 50 | de 51 à 201 |

| Légende du classement européen : | de 1 à 15 | de 16 à 30 | de 31 à 54 |

## Principaux joueurs du présent et du passé

### Records
| Rang | Sélections | Joueur                | Carrière  | Buts |
| ---- | ---------- | --------------------- | --------- | ---- |
| 1    | 122        | Goran Pandev          | 2001-2021 | 38   |
| 2    | 100        | Goce Sedloski         | 1996-2010 | 8    |
| 3    | 86         | Aleksandar Trajkovski | 2011-     | 21   |
| 4    | 84         | Veliče Šumulikoski    | 2002-2013 | 1    |
| 5    | 81         | Stefan Ristovski      | 2011-     | 2    |
| 6    | 73         | Artim Šakiri          | 1996-2006 | 15   |
| 7    | 72         | Ezǵan Alioski         | 2013-     | 12   |
| 8    | 70         | Igor Mitreski         | 2001-2011 | 1    |
| 9    | 67         | Ivan Trichkovski      | 2010-2021 | 7    |
| 10   | 65         | Stole Dimitrievski    | 2015-     | 0    |

| Rang | Buts | Joueur                | Carrière  | Sélections | Ratio |
| ---- | ---- | --------------------- | --------- | ---------- | ----- |
| 1    | 38   | Goran Pandev          | 2001-2021 | 122        | 0,31  |
| 2    | 21   | Aleksandar Trajkovski | 2011-     | 86         | 0,24  |
| 3    | 16   | Georgi Hristov        | 1995-2003 | 48         | 0,33  |
| 3    | 16   | Enis Bardhi           | 2015-     | 61         | 0,27  |
| 5    | 15   | Artim Šakiri          | 1996-2006 | 73         | 0,2   |
| 6    | 12   | Elif Elmas            | 2017-     | 56         | 0,21  |
| 6    | 12   | Ezǵan Alioski         | 2013-     | 72         | 0,17  |
| 8    | 10   | Goran Maznov          | 2001-2009 | 45         | 0,22  |
| 8    | 10   | Ilija Nestorovski     | 2016-     | 52         | 0,19  |
| 10   | 9    | Ilčo Naumoski         | 2003-2012 | 46         | 0,2   |

Les joueurs en gras sont encore en activité.

## Sélectionneurs
Mis à jour le 17 juin 2025.
| Sélectionneur            | Période   | Matchs | Victoires | Nuls | Défaites | Victoires % |
| ------------------------ | --------- | ------ | --------- | ---- | -------- | ----------- |
| Andon Dončevski          | 1993-1995 | 17     | 5         | 5    | 7        | 29,41       |
| Ǵoko Hadžievski          | 1996-1999 | 28     | 10        | 7    | 11       | 35,71       |
| Dragi Kanatlarovski      | 1999-2005 | 16     | 3         | 3    | 10       | 18,75       |
| Ǵore Jovanovski          | 2001-2002 | 13     | 0         | 6    | 7        | 0           |
| Nikola Ilievski          | 2002-2003 | 13     | 3         | 4    | 6        | 23,08       |
| Dragi Kanatlarovski      | 2003-2005 | 16     | 5         | 5    | 6        | 31,25       |
| Slobodan Santrač         | 2005      | 4      | 1         | 0    | 3        | 25          |
| Boban Babunski (intérim) | 2005-2006 | 3      | 1         | 1    | 1        | 33,33       |
| Srečko Katanec           | 2006-2009 | 27     | 9         | 7    | 11       | 33,33       |
| Mirsad Jonuz             | 2009-2011 | 20     | 7         | 4    | 9        | 35          |
| Vlatko Kostov (intérim)  | 2011      | 1      | 0         | 1    | 0        | 0           |
| Boban Babunski (intérim) | 2011      | 1      | 1         | 0    | 0        | 100         |
| John Toshack             | 2011-2012 | 8      | 1         | 4    | 3        | 12,5        |
| Goce Sedloski (intérim)  | 2012      | 1      | 1         | 0    | 0        | 100         |
| Čedomir Janevski         | 2012-2013 | 14     | 5         | 1    | 8        | 35,71       |
| Zoran Stratev (intérim)  | 2013      | 2      | 0         | 0    | 2        | 0           |
| Boško Đurovski           | 2014-2015 | 11     | 2         | 3    | 6        | 18,18       |
| Ljubinko Drulović        | 2015      | 5      | 0         | 1    | 4        | 0           |
| Igor Angelovski          | 2015-2021 | 52     | 23        | 11   | 18       | 44,23       |
| Blagoja Milevski         | 2021-     | 40     | 16        | 11   | 13       | 40          |